# Forêt de Leppo
La forêt de Leppo est une forêt française située au sud-ouest du département de Maine-et-Loire dans la commune de Montrevault-sur-Èvre (territoires des communes déléguées du Fief-Sauvin, du Puiset-Doré et de Saint-Rémy-en-Mauges).

## Présentation
Forêt mixte de feuillus (chênes) et résineux (pins maritimes), la forêt de Leppo (ou Bois de l'Epaux) est installée sur un sol argileux. À la suite de plusieurs incendies, elle comprend de nombreux secteurs de landes. Elle présente des vallons boisés et des sous-bois humides.
Plusieurs sentiers de randonnée pédestre traversent la forêt de Leppo. Une randonnée balisée de 7 kilomètres (balisage vert sur les 5 premiers kilomètres puis blanc pour finir) au départ de l'aire de pique-nique des Airaults sur la D80 est possible. D'autres circuits de randonnée en forme de boucle autour du Puiset-Doré (11 kilomètres, balisage violet) ou du Fief-Sauvin (32 kilomètres, balisage blanc) traversent la forêt de Leppo. 
Le chemin central de la forêt est une variante de la Voie des Plantagenêts, chemin emprunté par les pèlerins marchant vers Saint-Jacques de Compostelle. 

## Histoire
Il a été trouvé les traces d'un campement romain en bordure de la voie romaine qui passait par la forêt. Comme sa voisine, la forêt de la Foucaudière (Saint-Laurent-des-Autels), Leppo est un résidu d'un massif forestier plus vaste, Le Lattay. Ce dernier s’étendait, avant les grands défrichements du Moyen Âge, de Vertou en Loire-Atlantique jusque dans les Mauges notamment Saint-Lambert-du-Lattay.

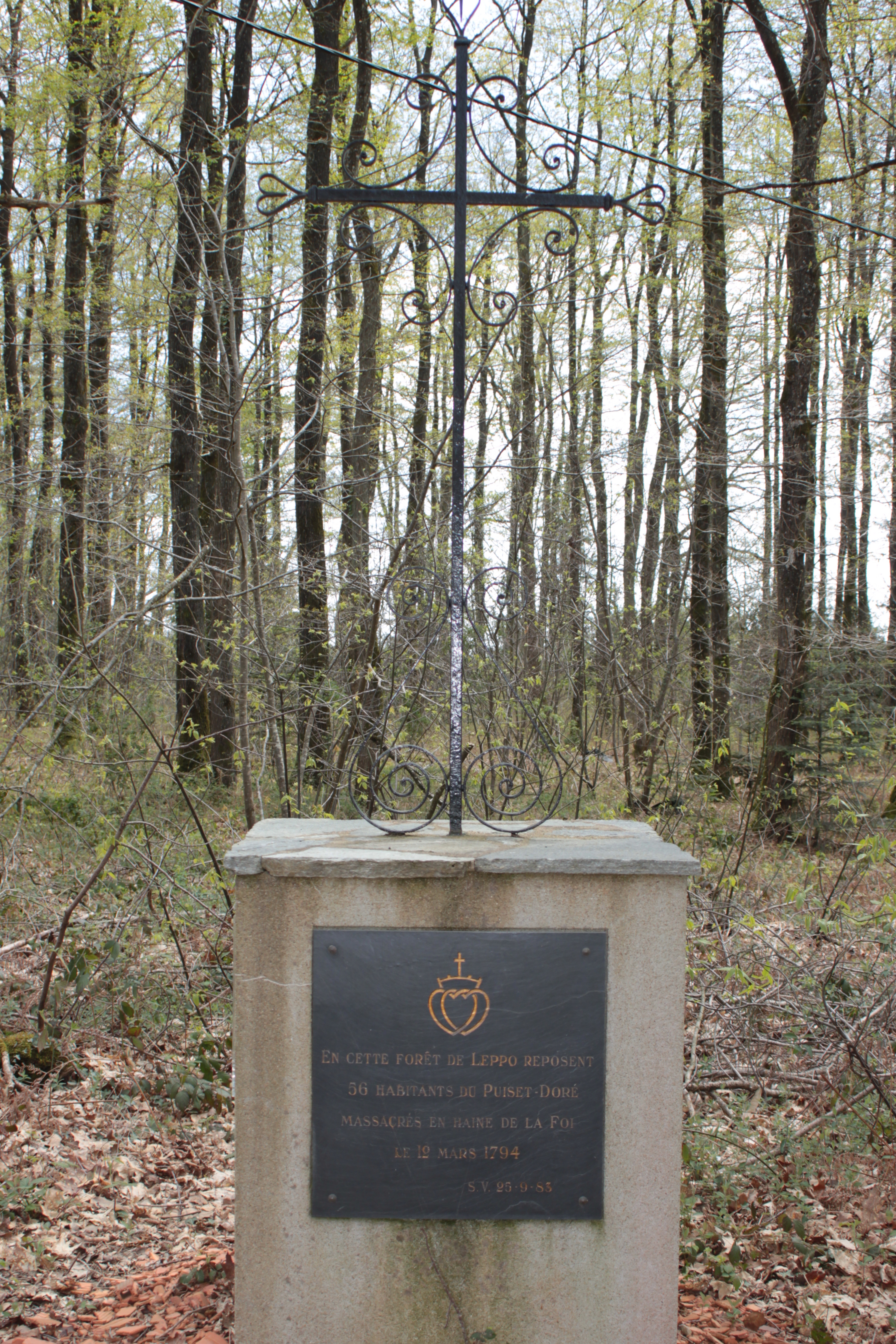
Croix aux 56 victimes puiset-doréennes des colonnes infernales du 12 mars 1794, forêt de Leppo.

La Forêt de Leppo fut un théâtre sanglant de la Guerre de Vendée. Le 12 mars 1794, les soldats républicains arrivent au Fief-Sauvin et au Puiset-Doré et tuent une trentaine de personnes dans le bourg du Puiset. Les troupes républicaines mettent ensuite le feu au bois de Leppo dans lequel avaient trouvé refuge les habitants. Contraints de quitter la forêt pour échapper aux flammes, les villageois dont de nombreux enfants seront massacrés à l'orée du bois par les troupes républicaines qui les y attendaient. Au total, 56 habitants ont été massacrés autour de la Forêt de Leppo.
Une croix commémorative implantée sur les lieux rappelle cet événement.